# Diocèse

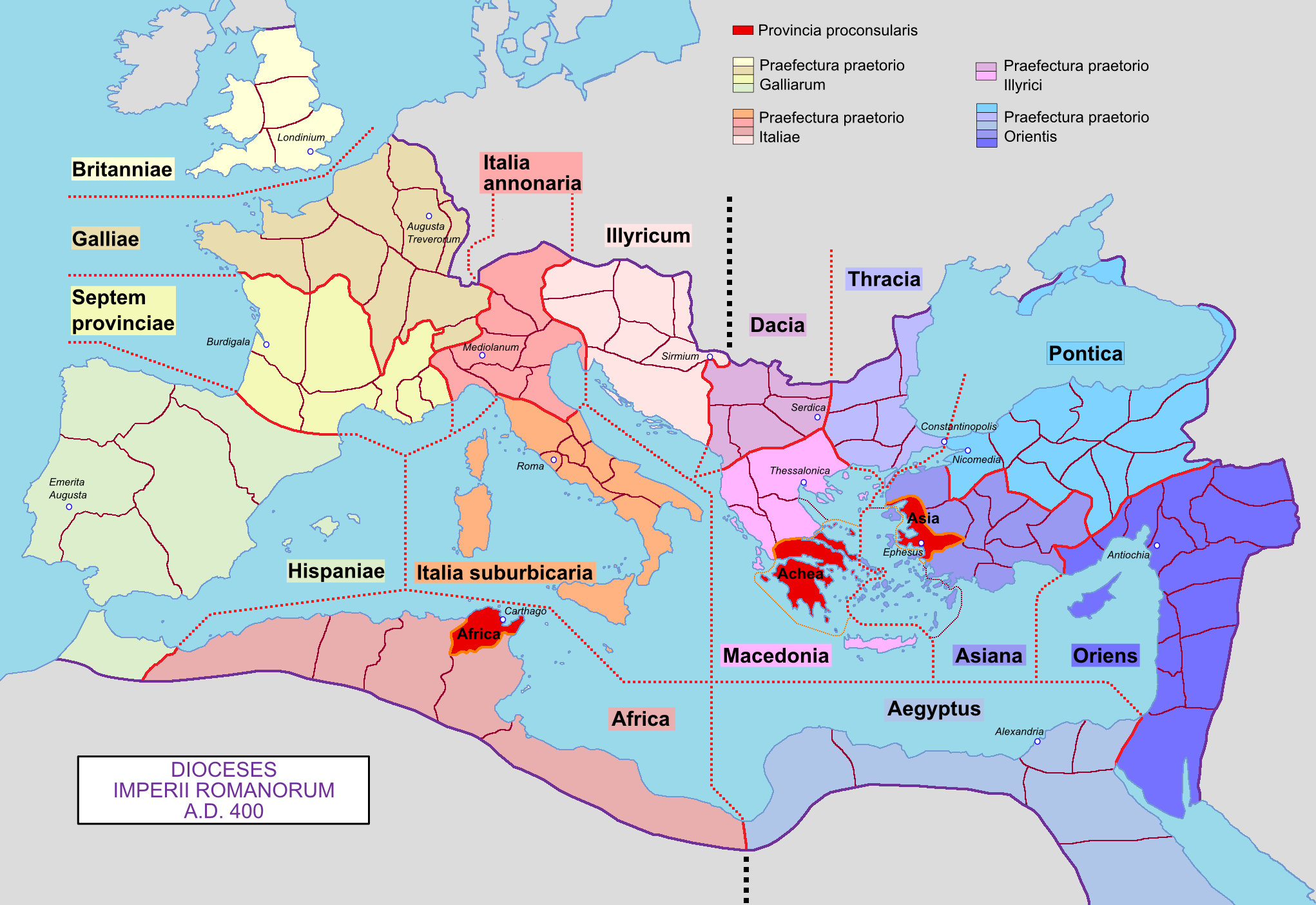
Les diocèses dans l'Empire romain, 400 apr. J.-C. sous les règnes de Flavius Honorius en Occident et Flavius Arcadius en Orient, tous deux fils de Théodose Ier. (Carte en latin)

Le diocèse (du latin : diœcesis ou diocesis, qui vient lui-même du grec ancien διοίκησις / dioíkêsis, « administration, gouvernement ») est à l'origine une circonscription territoriale de l'Empire romain conçue sous Dioclétien, à la fin du IIIe siècle.
Le terme a été adopté par l'Église catholique pour désigner le territoire canonique d'un évêché, qui était initialement appelé paroisse. C'est donc le territoire placé sous la responsabilité d'un évêque. Dans les Églises orthodoxes on utilise le terme de métropole, à la tête de laquelle siège le métropolite. Il y a des diocèses dans les Églises anglicanes et luthériennes.

## Un sens premier: circonscription de l'Empire romain
Le dioecesis (ou diœcesis, pluriel ou collectif), dans l'Empire romain tardif (à partir de la Tétrarchie fondée par Dioclétien) est une circonscription administrative regroupant plusieurs provinces et sous la responsabilité d'un vicaire, représentant civil de l'empereur ; le diocèse à son tour se décomposait en provinces. Le diocèse était régi par un vicaire du préfet.

## Un sens second dans lesÉglises
Dans le catholicisme, le mot désigne le territoire sur lequel s'exerce l'autorité d'un siège épiscopal c'est-à-dire d'un évêque.

### De la période apostolique à 1983
Les apôtres n'ont pas fondé de diocèse. Ils ont fondé des Églises, c'est-à-dire des paroisses, en rassemblant des chrétiens et en les plaçant sous la responsabilité d'un évêque pourvu de la succession apostolique.
Dans les Gaules, on trouve les premiers évêques au chef-lieu des anciennes cités gauloises, devenues circonscriptions romaines, puis laissées en déshérence au Bas-Empire. Elles demeurent le territoire presque inchangé des diocèses jusqu'à la départementalisation à l'époque de la Révolution[réf. souhaitée].
C'est le premier concile de Nicée (premier concile œcuménique) qui a confirmé en 325 ce principe territorial que les apôtres avaient établi aux premiers temps de l'Église[réf. nécessaire].
Ce type de subdivision confiée à un évêque fut d'abord appelé parokia, et c'est seulement vers le ve siècle ou vie siècle que le mot diocèse fut repris de l'administration civile romaine.

### Dans l'Église catholique depuisVaticanII
Dans l'Église catholique, le diocèse est désormais défini comme une Église particulière, placée sous l'autorité d'un évêque. Un diocèse regroupe plusieurs paroisses territoriales. Il existe cependant des régions qu'on disait Pays de nul diocèse (Nullius dioecesis) parce que les paroisses n'y dépendaient d'aucun évêque.
Plusieurs diocèses forment une province ecclésiastique ou encore une province métropolitaine, sous la primauté d'un archevêque.
Selon le Code de droit canonique de 1983, qui reprend les termes du concile Vatican II, le diocèse est « la portion du peuple de Dieu confiée à un évêque pour qu'il en soit, avec la coopération du presbytérium, le pasteur… » (canon 369). La conférence épiscopale précise dans son glossaire : « Diocèse. Peuple chrétien confié à un évêque. Par extension, le territoire correspondant. Le diocèse porte le nom de la ville où réside l'évêque et où se trouve la cathédrale ».
Le mot diocèse peut sembler reprendre un caractère profane et désigner simplement un territoire et l'ensemble de sa population, lorsqu'il comprend à la fois des chrétiens et des non-chrétiens. En fait, les évêques avaient aussi la juridiction spirituelle des communautés non chrétiennes qui avaient le droit de résider et de pratiquer leur propre religion dans leur ville, comme les communautés juives, qui relevaient d'une chambre spécialisée de l'Official pour juger en appel du tribunal israélite, des questions matrimoniales ou autres.

## La signification de cette évolution de sens
Il faut en premier lieu éviter de confondre diocèse et évêché, qui ne sont pas synonymes.
Le mot évêché peut désigner :
- soit une Église, communauté eucharistique en un lieu donné autour de l'évêque (ex : « l'ange de l'Église de Smyrne ») ;
- soit l'institution ou personnalité juridique administrée par le chapitre (ex : « cette terre appartient à l'évêché ») ;
- soit la résidence de l'évêque, le bâtiment (ex : « l'évêché roman d'Angers ») ;
- soit la ville où il réside (ex : « Dijon fut érigée en évêché ») ;
- soit éventuellement le territoire plus justement dénommé le diocèse[7]. Cette acception du mot évêché correspond également aux principautés ecclésiastiques du Saint-Empire romain germanique. Il s'agissait de l'aspect politique et temporel de la gestion de territoires. Ainsi, des princes laïques voire protestants ont pu administrer des évêchés, sans pour autant prendre possession du siège épiscopal correspondant.

Le mot diocèse ne désigne, en principe, qu'un territoire et sa population ; on dira « L'évêque entretient de bonnes relations avec les communautés juive et musulmane de son diocèse » ou encore « Saint Martin fonda des paroisses rurales à la périphérie du diocèse de Tours ». En fait, dans l'Église catholique romaine, le mot diocèse est depuis très longtemps utilisé pour désigner aussi le siège épiscopal, les églises qui en dépendent, leurs clergés et leurs fidèles.

## Dans les autres Églises

### Dans l'Église orthodoxe
Dans l'Église orthodoxe, le diocèse n'est pas une Église, puisqu'une communauté orthodoxe ne peut se constituer en Église autonome qu'à la condition d'être tout entière contenue dans les frontières géographiques d'un État (alors qu'une partie de la nation peut vivre à l'extérieur des frontières de cet État). C'est le territoire canonique avec sa population sur lequel l'évêque du lieu, chef d'une Église locale ou d’un diocèse, est le seul au nom duquel sont célébrés les offices liturgiques, dispensés les sacrements et assurés les enseignements de l'Église.

### Dans les Églises presbytériennes
Dans les Églises presbytériennes où l'évêque n'est pas nécessaire comme fondement et garant de la communauté eucharistique, les chrétiens baptisés d'un territoire donné, pourvu qu'ils soient organisés, constituent d'emblée une Église.

### Dans l'Église d'Angleterre et l'Église luthérienne
Dans l'Église d'Angleterre, et dans quelques-unes des Églises luthériennes, comme celles du Danemark, de Norvège et de Suède, le diocèse a la même signification que dans l'Église catholique.